# Mula B
Mula B, de son vrai nom Hicham Hendrik Mulasi Gieskes né le 18 mai 1991 à La Haye aux Pays-Bas, est un rappeur néerlandais.

## Biographie
Hicham Gieskes est actif dans la musique depuis 2009 et adopte le surnom Mula B. Il apparaît pour la première fois dans une session 101Barz avec l'équipe du label Wilde Westen. Il produit plusieurs musiques sous le label Wilde Westen comme SosoGoing ou encore Monster. Son premier hit notable est le morceau Challas sorti en octobre 2016 en collaboration avec Bizzey et Louis. Dans les morceaux qui suivent, il collabore également avec LouiVos, 3robi ou encore Yung Felix.
En mai 2017, Mula B sort son premier album intitulé 8-9-17, qui atteint la neuvième place dans le top 100 des albums aux Pays-Bas. Un an plus tard, en avril 2018, il sort son deuxième album intitulé Meesterplusser.
Le 25 octobre 2018, il est arrêté par la police néerlandaise pour avoir été en détention d'armes automatiques, cachés sous son siège de véhicule. Deux semaines plus tard, il est libéré.
Le 14 juin 2019, il apparaît en featuring sur le titre Ratata de Jul sur son album Rien100rien.

## Discographie

### Albums studio
- 2016 : D&G[4]
- 2017 : Meester Plusser